# 阿尔切季诺农村居民点
阿尔切季诺农村居民点（俄语：Арчединское сельское поселение）是俄罗斯联邦伏尔加格勒州弗罗洛沃区所属的一个农村居民点。其下辖有5个居民点，行政中心为奥布拉兹齐。据2016年统计，该农村居民点的人口为1510人。